# 斯堪的纳维亚历史

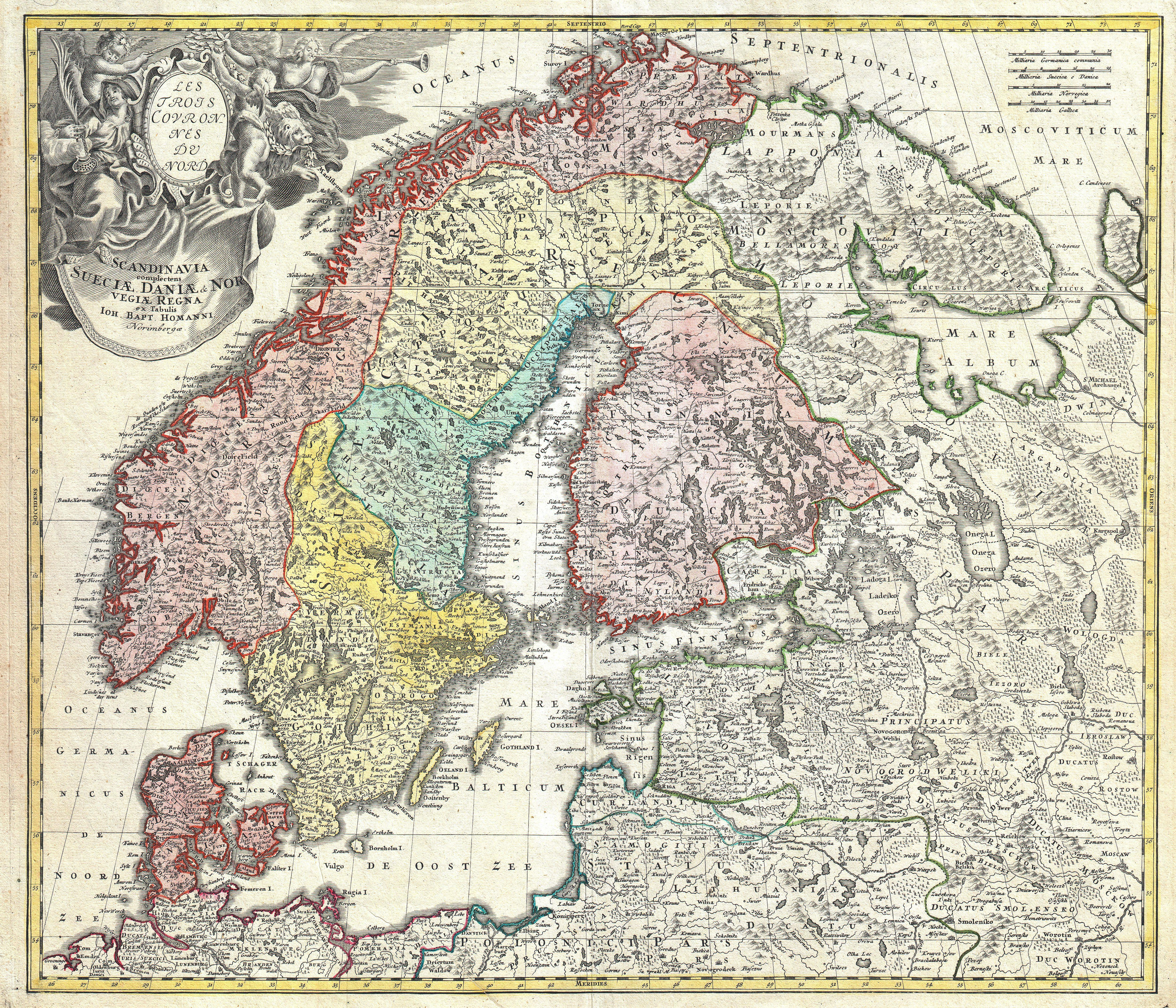
霍曼绘制的斯堪的纳维亚半岛和芬诺斯坎底亚地图，也包括了周边一些地区：德国北部、波兰北部、波罗的海地区、立窝尼亚、白俄罗斯和俄罗斯西北部部分地区。约翰·霍曼（1664—1724）是一位德国地理学家和制图师；地图为其1730年左右绘制。

斯堪的纳维亚历史是斯堪的纳维亚地理区域及当地人民的历史。该地区位于北欧，包括丹麦、挪威和瑞典。芬兰和冰岛有时也被视为斯堪的纳维亚的一部分，尤其是在英语环境中。

## 史前时代

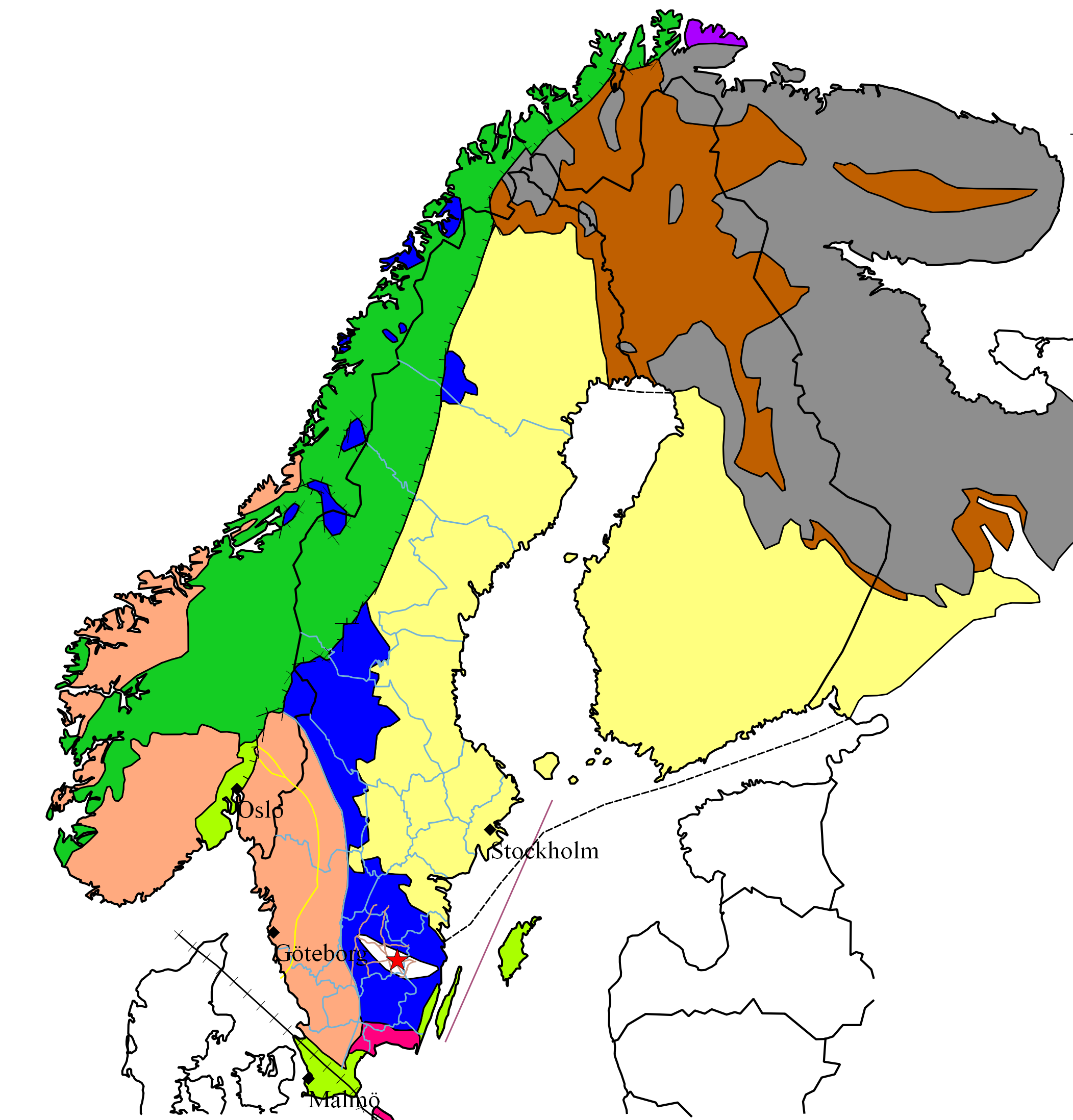
斯堪的纳维亚半岛和芬诺斯坎底亚的地质图：
卡累利阿、贝洛莫里安省和科拉省地区的太古宙岩石
卡累利阿和科拉地区的元古宙岩石
斯韦科芬尼造山运动
跨斯堪的纳维亚火成岩带
提马尼德造山带
斯韦康挪威造山运动（含西部片麻岩地区）
斯堪的纳维亚喀里多尼德

斯堪的纳维亚地区几乎没有留下石器时代、青铜时代或铁器时代的证据，仅有数量有限的由石头、青铜和铁制成的工具，还有一些珠宝和装饰品以及石冢。然而，一项重要的遗存是，广泛而丰富的岩画遗存，被称为岩刻。

### 石器时代
在威克塞尔冰川作用期间，几乎整个斯堪的纳维亚都被埋在厚厚的永久冰层之下，因此该地区的石器时代被推迟了。靠近分水岭的一些山谷在距今30 000年左右确实没有冰。沿海地区在距今75 000至30 000年间多次无冰，向晚威克塞尔冰川的最终扩张，最晚发生在距今28 000年之后。随着冰川时代末期气候慢慢变暖，以及冰川开始融化，来自中欧的游牧猎人零星地来到了该地区。但直到公元前12,000年左右，游牧者才开始在此永久居住。

#### 旧石器时代晚期
随着冰层消退，驯鹿开始在丹麦和瑞典最南端的平地上吃草。这是阿伦斯堡文化的土地，这些部落在广阔的领土上狩猎，并居住在冻原上的拉夫武。这一地区除了北极白桦和罗恩树之外几乎没有森林，但北方针叶林慢慢出现了。

#### 中石器时代
从距今9,000至6,000年前（中石器时代中晚期），斯堪的纳维亚居住着游牧或半定居的群体，但我们对他们知之甚少。他们以狩猎、捕鱼和采集为生。该地区已对3000年来的大约200个墓地进行了考古。
公元前七千年，当驯鹿和它们的猎人迁徙到斯堪的纳维亚北部时，森林也在这片土地上成长起来。马格莱莫西亚文化兴起于丹麦及瑞典南部。再往北，在挪威及瑞典南部大部分地区，则是福斯纳-亨斯巴卡文化，他们大多居住在森林边缘。北方的狩猎/采集者跟随牛群和鲑鱼迁徙，冬季向南转移，夏季再迁回北方。这些早期人类所遵循的文化传统与最北边所有其它地区类似——包括现在的芬兰、俄罗斯，以及跨过白令海峡的北美最北地带。
公元前六千年，斯堪的纳维亚南部被温带阔叶混交林所覆盖。动物群落包括原牛、欧洲野牛、驼鹿和欧洲马鹿。刚果莫斯文化在这一时期占据主导地位。他们在富饶的水域捕猎海豹和鱼。在刚果莫斯人的北边，挪威和瑞典南部的大部分地区还生活着其他狩猎采集者，称为诺斯特维特和利胡尔特文化，这是福斯纳-亨斯巴卡文化的后代。公元前六千年末，刚果莫斯文化被南方的埃特伯勒文化所取代。

#### 新石器时代
公元前五千年期间，埃特伯勒人从南方的邻近部落学会了制陶，那些部落已经开始耕种土地和饲养动物。于是他们也开始耕种土地，并且在公元前3000年成为巨石文化：漏斗杯文化的一部分。在公元前四千年期间，这些漏斗烧杯部落扩展到瑞典直至乌普兰。诺斯特维特和利胡尔特部落从先进的农民那里学到了新技术（但不是农业），并在公元前四千年末形成了坑器文化。这些坑器部落阻止了农民的前进，并将他们向南驱赶到瑞典西南部。但有人说农民并没有被杀害或赶走，而是自愿加入了坑器文化并成为了他们的一部分。至少有一个聚居地看起来是他们融合在一起的，即阿尔瓦斯特拉桩式住宅。
尚不清楚这些早期斯堪的纳维亚人讲什么语言，但在公元前三千年末他们被新部落所统治，许多学者认为这些新部落讲的是原始印欧语，即战斧文化。这些新民族向乌普兰和奥斯陆峡湾迁移，他们带来的语言可能是现代斯堪的纳维亚语言的祖先。他们是牧牛人，斯堪的纳维亚南部的大部分地区也随着他们进入了新石器时代。冶金学向斯堪的纳维亚南部的传播，恰逢长坟、筑路圈地、双通道房屋和某些类型手工艺品的引入，似乎促成了一个完整的新石器时代社会的建立。

### 北欧青铜时代

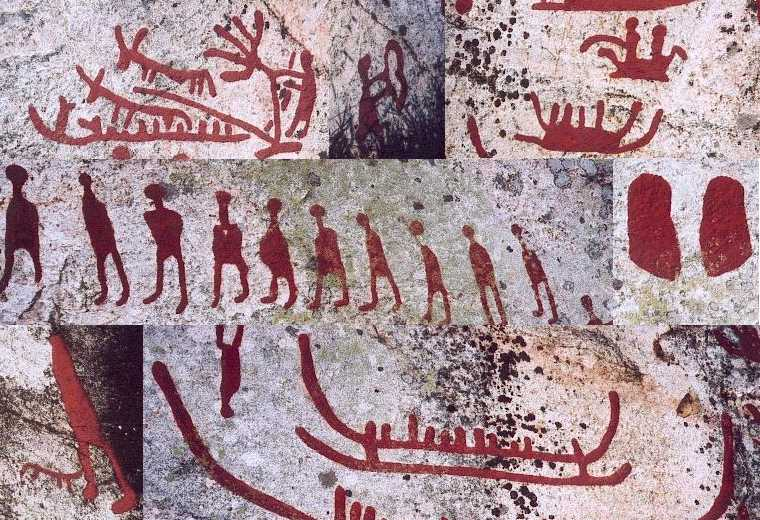
来自斯堪的纳维亚（瑞典西曼兰Häljesta）的岩画。合成图像。北欧青铜时代。图形经过描绘，以使其更加明显。尚不清楚它们是不是原始的绘画。

斯堪的纳维亚人是通过贸易加入欧洲青铜时代文化的，这在时间上已经相当晚了，但斯堪的纳维亚遗址却展示着丰富且保存完好的物品，它们由羊毛和木材，以及从中欧输入的青铜和黄金制成。在此期间，斯堪的纳维亚在北欧石器时代之后，在该地区兴起了最早的已知先进文明。斯堪的纳维亚人采用了许多中欧和地中海符号，同时又创造了新的风格和物品。迈锡尼文明、微兰诺威文化、腓尼基和古埃及，都被认为可能影响了这一时期的斯堪的纳维亚艺术品。据信，来自外国的影响源于琥珀贸易，在这一时期的迈锡尼墓葬中发现了来自波罗的海的琥珀。一些岩画中描绘了船只，而被称为石头船的大型石结构表明了航运在该文化中发挥了重要作用。还有一些岩画描绘的船只，可能是地中海的。
从这段时期开始，出现了许多丘陵和田野的岩刻，但它们的意义早已失传。还有许多青铜和黄金制品。与青铜制品相比，岩画的外观相当粗糙，由此人们提出了一种理论，认为它们是由不同的文化或不同的社会群体所制造的。青铜时代的北欧国家没有留下书面文字。
北欧青铜时代的特点是气候温暖（与地中海相比），这使得人口相对密集，但气候变化结束了这种状况。气候发生恶化，变得更潮湿、更寒冷（有时认为这是形成芬布尔之冬传说的原因），似乎很可能是气候迫使日耳曼部落向南进入了欧洲大陆。在此期间，斯堪的纳维亚人对东欧产生了影响。一千年后，众多声称起源于斯堪的纳维亚的东日耳曼部落（勃艮第人、哥特人和赫鲁利人）和伦巴第人一样，在约达尼斯的《哥特史》中将斯堪的纳维亚（斯堪德扎）称为“民族的子宫”。

### 前罗马铁器时代
北欧青铜时代因气候恶化、更寒冷和更潮湿而结束。这一时期考古发现的贫乏是出了名的。
也是在这一时期，日耳曼部落开始为地中海世界和罗马人所知。公元前113—前101年，来自现丹麦日德兰半岛的两个日耳曼部落，攻击了罗马共和国，现称为辛布里战争。这两个部落是辛布里人和条顿人，他们最初给罗马造成了自第二次布匿战争以来最惨重的损失。辛布里人和条顿人最终被罗马军团击败。
最初，铁是比较贵重的，被用于装饰。最古老的物品是针，但也发现了剑和镰刀。整个时期仍在继续使用青铜，但主要用于装饰。这些传统是北欧青铜时代的延续，但也受到中欧哈尔施塔特文化的强烈影响。他们延续了骨灰瓮文化的传统，即焚烧尸体并将骨灰放入瓮中。在过去的几个世纪中，中欧拉坦诺文化的影响从德国西北部传播到了斯堪的纳维亚，斯堪的纳维亚南部所有省份都发现了这一时期的出土文物。从那时起，考古学家们发现了剑、盾头、矛头、剪刀、镰刀、钳子、刀、针、带扣、水壶等。青铜继续用于托克和水壶，并延续了青铜时代的风格。最突出的发现之一是来自日德兰半岛的德比约马车，这是一种带有青铜部件的木制四轮马车。

### 罗马铁器时代
虽然许多日耳曼人部落与罗马帝国的文化和军事存在保持着持续的接触，但斯堪的纳维亚的大部分地区却位于拉丁世界的最边缘。除了偶尔提及瑞典人（Suiones）和盖特人（Gautoi）之外，斯堪的纳维亚的大部分都没有被罗马人记录下来。
斯堪的纳维亚引入了大量商品，如硬币（7000多枚）、容器、青铜像、玻璃烧杯、珐琅扣、武器等。而且，金属件和陶器具有明显的罗马风格。有些物品是首次出现，例如剪刀和棋子。
在丹麦、石勒苏益格和瑞典南部也有许多这一时期的酸沼木乃伊。除了这些木乃伊之外，还有武器、家居用品和羊毛衣物。在石勒苏益格的尼达姆莫斯发现了4世纪的大型划桨船只。许多人没有火化就埋葬了，但火化的传统后来又重新流行起来。
到了五六世纪，金银变得更加普遍。这在很大程度上是因为，日耳曼部落洗劫罗马帝国，许多斯堪的纳维亚人将洗劫的金银带了回去。

### 日耳曼铁器时代
罗马帝国灭亡之后的时期被称为日耳曼铁器时代，分为早期日耳曼铁器时代和晚期日耳曼铁器时代。在瑞典，晚期又被称为文德尔时期，在梅拉伦湖盆地有丰富的墓葬遗存。在早期日耳曼铁器时代，历史上出现了丹人。根据约达尼斯的说法，他们与瑞典人（suehans，suetidi）是同一血统，并取代了赫鲁利人。
罗马帝国衰落期间，大量黄金流入斯堪的纳维亚，这一时期还出现了优秀的黄金制品。黄金被用来制作剑鞘的支架和布莱克梯特；著名的例子是加勒胡斯金角。
罗马帝国消失之后，黄金变得稀缺，斯堪的纳维亚人开始制造镀金青铜器，上面带有动物花纹的斯堪的纳维亚风格装饰。早期日耳曼铁器时代，装饰上所展示的动物相当忠实于解剖学；但在晚期日耳曼铁器时代，它们演变成复杂的形状，四肢交错，这在维京时代是很普遍的。
2020年2月，“冰之秘密计划”（Secrets of the Ice Program）的研究人员发现了一只1500年前的维京箭头，其历史可以追溯到日耳曼铁器时代。它被锁在挪威南部的一座冰川中，冰川是由尤通黑门山脉的气候变化引起的。铁制箭头还附有带裂纹的木杆和一只羽毛，长17厘米，重28克。

## 萨米人

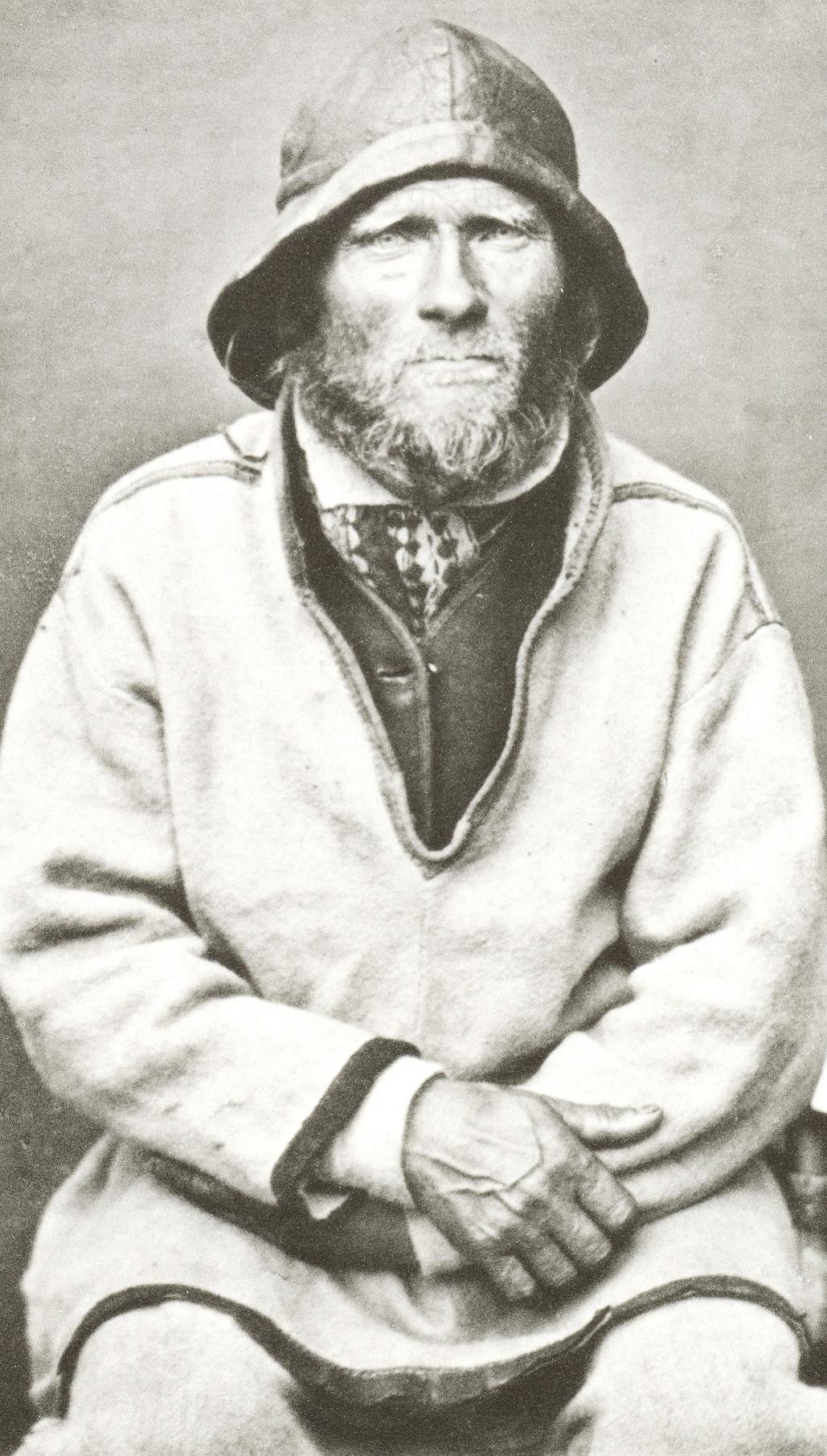
阿尔夫·伊瓦尔·萨缪尔森，靠海萨米人（Sea Saami，或Sami、Sapmi），来自挪威拉普兰（Norwegian Lapland）的芬马克。

自史前时代以来，欧洲北极地区的萨米人，就在现挪威、瑞典、芬兰及俄罗斯的科拉半岛这一区域的北部生活和工作。它们在芬诺斯坎底亚与俄罗斯的北极、亚北极地区，居住了至少5000年。萨米人属于北极民族，是北极理事会原住民秘书处等环极地团体的成员。
萨米人与斯堪的纳维亚人（中世纪时期被称为诺斯人）有着复杂的关系。斯堪的纳维亚人是斯堪的纳维亚的主要民族，讲斯堪的纳维亚语。大多数萨米人居住在斯堪的纳维亚人建立并统治的挪威和瑞典王国。萨米人在芬诺斯坎底亚生活了大约3,500年，但人们有时普遍认为，萨米人在斯堪的纳维亚的定居并不早于诺斯人/斯堪的纳维亚人。日耳曼语民族向斯堪的纳维亚南部的迁移是独立发生的，与后来萨米人向北部地区的迁移是分开的。
在萨米人传统的土地上，可以找到一些岩画和考古发现，例如公元前约10,000年的定居点。这些旧石器时代晚期和中石器时代早期的狩猎者和采集者，被研究人员以科姆萨山的名字命名为科姆萨人，因为并不知道他们如何称呼自己。
根据国际劳工组织第169号公约，自1990年起，萨米人被认可为挪威的原著民，因此根据国际法，挪威的萨米人享有特殊的保护和权利。

## 维京时代

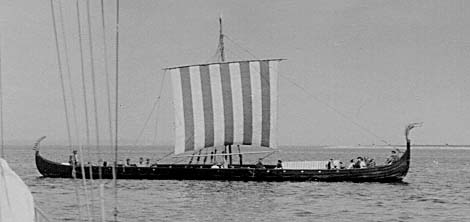
复制的维京船

在维京时代，维京人（斯堪的纳维亚战士和商人）袭击、殖民并探索了欧洲、中东和北非的大部分地区，最西到达了纽芬兰岛。
通常认为，维京时代开始于793年，当年维京人掠夺了英国重要的林迪斯法恩岛修道院；而其结束的标志则是1066年无情者哈拉尔入侵英格兰失败，以及诺曼征服英格兰。

### 定居时代

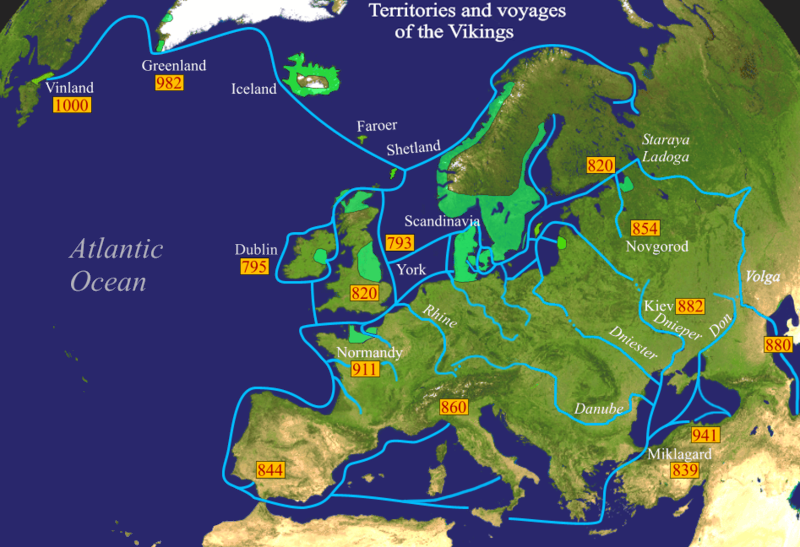
斯堪的纳维亚定居点与航行

定居时代始于公元800年左右。维京人入侵并最终定居在苏格兰、英格兰、格陵兰、法罗群岛、冰岛、爱尔兰、立窝尼亚、诺曼底、设得兰群岛、西西里、罗斯和现纽芬兰岛的文兰。瑞典定居者主要集中在罗斯、立窝尼亚和其它东部地区，而挪威人和丹麦人主要集中在西欧和北欧。这些东迁的斯堪的纳维亚移民最终被称为瓦良格人（væringjar，意为“宣誓者”），根据最古老的斯拉夫资料来源，这些瓦良格人在蒙古族入侵之前建立了基辅罗斯，这是主要的东欧国家。西方领导的战士，最终被称为维京人，在法国诺曼底、英格兰和爱尔兰等地区留下了伟大的文化印记，维京入侵者还在爱尔兰建立了都柏林市。冰岛于九世纪末首次沦为殖民地。

#### 与波罗的海斯拉夫人的关系
在这个时代以及之前，诺斯人与斯拉夫人明显地混杂在一起。斯拉夫文化和维京文化相互影响：斯拉夫和维京部落“紧密相连，互相争斗，相互混杂，互通有无”。中世纪时，大量商品从斯拉夫地区进入斯堪的纳维亚，丹麦是“斯拉夫和斯堪的纳维亚元素的熔炉”。斯拉夫人在斯堪的纳维亚的存在“比以前想象的更重要”，尽管“斯拉夫人及其与斯堪的纳维亚的互动尚未得到充分研究”。丹麦一座10世纪的女战士墓，长期以来一直被认为属于维京人。然而，新的分析揭示，这名女子是来自今波兰的斯拉夫人。瑞典第一位国王胜利者埃里克娶了波兰皮雅斯特家族的冈希尔德。他的儿子奧洛夫·舍特康努格同样爱上了斯拉夫女子——弗里拉，并纳她为妾。她为他生下一儿一女，即后来的瑞典国王厄蒙德·斯莱姆和挪威王后阿斯特丽德·奥洛夫斯多特。丹麦、英格兰和挪威国王克努特大帝，是波兰梅什科一世的外孙。他的母亲可能是以前瑞典国王埃里克（Eric）的波兰王后。

### 基督教化

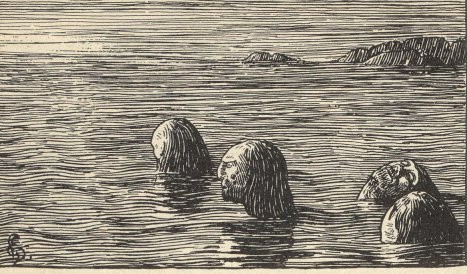
在挪威基督教化期间，奥洛夫国王下令将塞德尔法师绑在退潮的礁石上，致其延迟溺水身亡，以此巩固了基督教在挪威王国的霸权。

维京人的宗教信仰与北欧神话密切相关。维京人非常重视战斗和荣誉，并注重瓦尔哈拉理念，这是神话中死去战士的众神的家园。挪威的另一个传统是血亲复仇，这对冰岛造成了尤其严重的破坏。
基督教出现在斯堪的纳维亚，比欧洲大部分地区都要晚。在丹麦，蓝牙哈拉尔于965年左右将该国基督教化。挪威的基督教化进程始于奥拉夫一世（公元995—约1000年在位）和奥拉夫二世（公元1015—1030年在位）统治期间。奥拉夫一世和二世在挪威境外自愿受洗。奥拉夫二世成功地将英国神职人员带到了他的国家。挪威从北欧宗教皈依到基督教，主要是因为英格兰传教士的努力。由于王室乃至整个国家都接受了基督教，传统的萨满教习俗被边缘化并最终受到迫害。渥尔娃女巫是斯堪的纳维亚在基督教之前的传统塞德尔法师，她们在十一至十二世纪新的基督教化政府的统治下被处决或流放。
在挪威的压力下，冰岛自由邦于公元1000年接受了基督教。戈迪首领托尔盖尔·约斯韦廷格迪在此过程中发挥了重要作用。通过制定一项法律使基督教成为官方宗教，同时私人宗教活动不受法律约束，他成功避开了来自挪威的威胁，限制了争斗，避免了出于宗教动机的内战。
瑞典过渡到基督教需要的时间多一点，本土宗教习俗在当地社区普遍保留到十一世纪末。1066年，瑞典爆发了一场短暂的内战，这主要反映了本土宗教和基督教信徒之间的分歧；到十二世纪中叶，基督教派似乎取得了胜利；1164年，曾经的抵抗中心乌普萨拉成为了瑞典大主教的所在地。斯堪的纳维亚的基督教化，与维京时代的结束，几乎是同时的。据信，采纳基督教，有助于维京社区融入欧洲大陆更大的宗教和文化框架。

## 中世纪（1100—1600年）

### 联盟

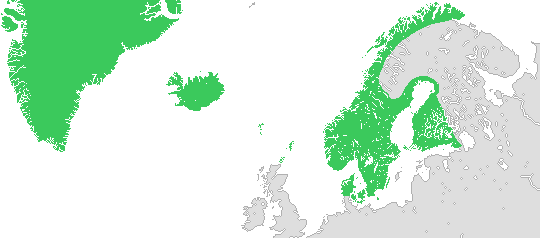
1397年的卡尔马联盟

卡尔马联盟（丹麦语/挪威语/瑞典语：Kalmarunionen）是一系列共主邦联（1397—1520），它们将丹麦、挪威和瑞典三个王国统一在一个君主的统治下。这些国家放弃了主权，但仍然独立，而不同的利益（特别是瑞典对丹麦与荷尔斯泰因统治地位的不满）引发了冲突，这场冲突对联盟起到了阻碍作用，从1430年代直到它1523年最终解体。
1611—1613年的卡尔马战争是丹麦国王（克里斯蒂安四世）以武力重建卡尔马联盟的最后一次严肃（尽管可能不切实际）尝试。然而，卡尔马战争以丹麦人的小胜而告终，而不是瑞典人的彻底失败。这场战争之后，丹麦就没有再尝试重建卡尔马联盟。

### 宗教改革
1530年代，斯堪的纳维亚开始了宗教改革，并很快成为信义宗一个中心地带。除了丹麦的一小部分人口外，天主教在斯堪的纳维亚几乎完全消失。

## 17世纪

### 三十年战争
三十年战争是1618—1648年间发生的一场冲突，主要发生在神圣罗马帝国的中欧领土上，但也涉及大多数主要大陆强国。尽管从一开始就是新教徒和天主教徒之间的宗教冲突，但哈布斯堡王朝的自我保护也是一个核心动机。丹麦人和瑞典人在不同时间先后进行了干预，以保护他们的自身利益。

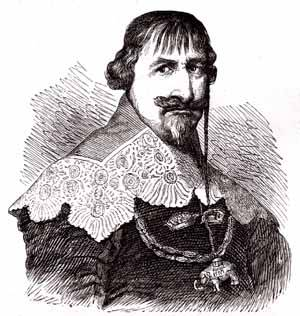
克里斯蒂安四世的肖像

丹麦-挪威国王克里斯蒂安四世（1577—1648）本身就是一位路德教徒，他担心丹麦作为新教国家而主权受到威胁，因此率领军队对抗神圣罗马帝国，以帮助德国新教徒，从而开始了丹麦的干预。该时期从1625年开始，一直持续到1629年。克里斯蒂安四世从他在德国北部的政策中获益匪浅。（1621年，汉堡被迫接受丹麦统治。1623年，这位丹麦继承人被任命为维尔登亲王主教区的行政长官。1635年，他又成为不莱梅亲王大主教区的行政长官。）作为行政长官员，克里斯蒂安四世的表现非常出色。他的王国获得了欧洲其它地方几乎无法比拟的稳定和财富，这些财富来源于厄勒海峡的通行费和瑞典的巨额战争赔款。这也促使法国摄政王黎塞留愿意资助丹麦入侵德国。克里斯蒂安四世率领两万人的雇佣军入侵，但丹麦军队遭到重创，克里斯蒂安四世不得不签署了可耻的失败协议。这是第一次军事挫折，加上其后一系列的军事挫折，共同削弱了丹麦王国。

1632年11月16日，古斯塔夫·阿道夫国王在吕岑会战中阵亡

瑞典的干预始于1630年，一直持续到1635年。斐迪南二世宫内的一些人认为华伦斯坦想要控制德国王子，从而获得对皇帝的影响力。1630年，斐迪南二世解雇了华伦斯坦。后来，古斯塔夫二世·阿道夫袭击了帝国，并在许多重大战役中取得了胜利，之后他召回了华伦斯坦。
古斯塔夫·阿道夫和他之前的克里斯蒂安四世一样，前来帮助德国路德教徒，阻止天主教对其祖国的侵略，并在波罗的海沿岸的德国各州中获得经济影响力。与克里斯蒂安四世一样，古斯塔夫·阿道夫也得到了法国国王路易十三的首席大臣黎塞留，以及荷兰人的资助。1630—1634年，他们击退了天主教势力，并收复了大部分被新教占领的土地。

### 瑞典和瑞典帝国的崛起

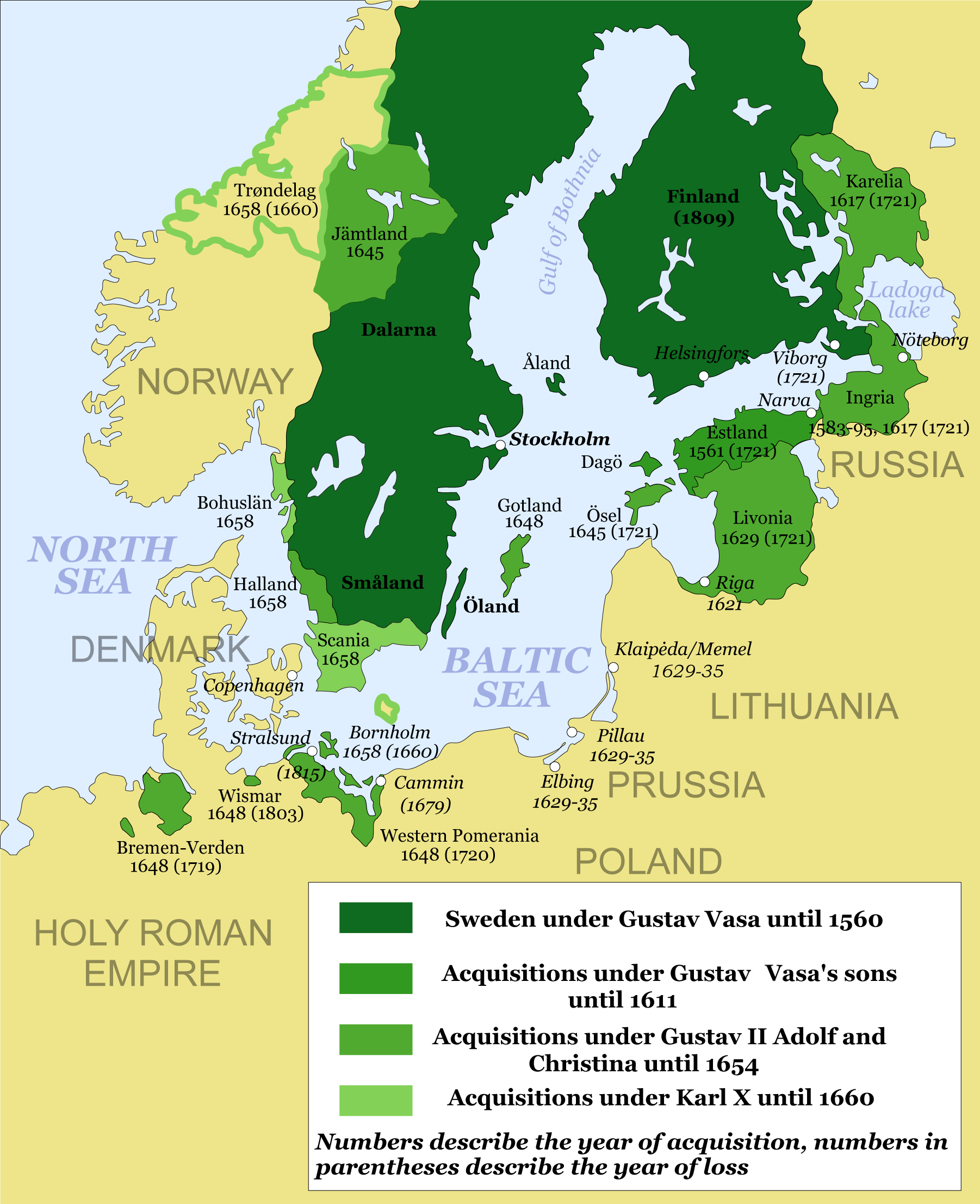
1658年签订《罗斯基勒条约》后，瑞典达到了其领土扩张的鼎盛时期。深绿色区域为17世纪瑞典的疆域

瑞典的崛起始于卡尔九世的统治。英格里亚战争期间，瑞典向东扩张了领土。与波兰、丹麦-挪威和德国等国的其它几场战争使瑞典进一步扩张，但也遇到了一些挫折，例如卡尔马战争。瑞典开始巩固其帝国。不久之后又发生了其它几场战争，包括第二次北方战争和斯科讷战争。这段时期，丹麦遭受了多次失败。最终，在卡尔十一世的统治下，帝国在半专制君主制下得到巩固。

## 18世纪

### 大北方战争

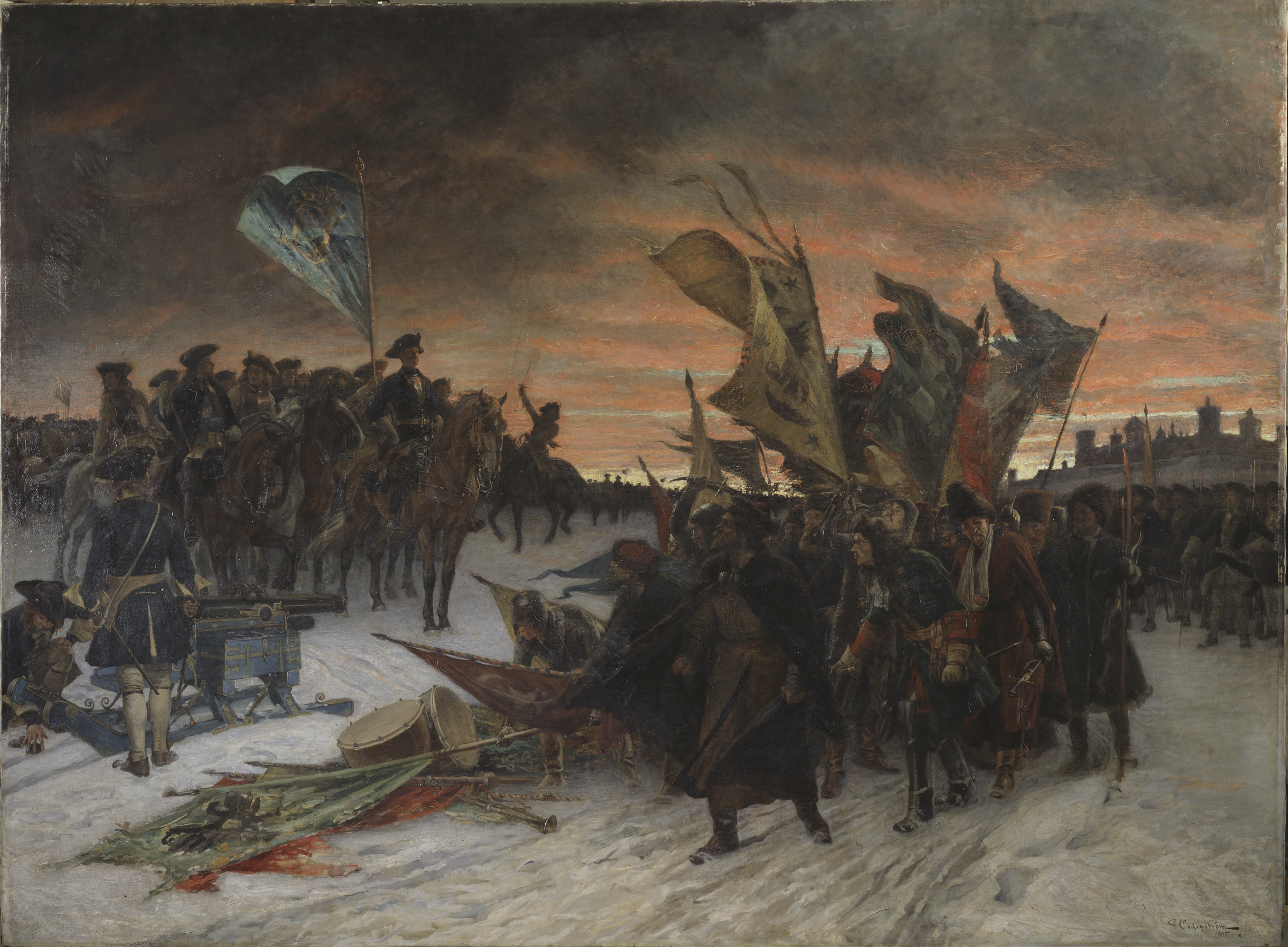
1700年瑞典在纳尔瓦的胜利，古斯塔夫·塞德斯特伦作于1910年

大北方战争发生在1700—1721年间，战争的一方是俄罗斯、丹麦-挪威和萨克森-波兰的联盟（自1715年起还有普鲁士和汉诺威），另一方是瑞典。这场战争始于1700年联军对瑞典的协同进攻，结束于1721年缔结《尼斯塔德和约》和《斯德哥尔摩和约》。战争的结果是，俄罗斯取代瑞典成为波罗的海的主导权力，并成为欧洲政治的主要力量。

### 殖民主义
从17世纪开始直到20世纪，瑞典和丹麦-挪威都在斯堪的纳维亚以外维持着许多殖民地。格陵兰、冰岛和北大西洋的法罗群岛都曾是挪威的属地，被并入丹麦-挪威联合王国。在加勒比地区，丹麦分别于1671年在圣托马斯岛、1718年在圣约翰岛建立了殖民地，并于1733年从法国手中购买了圣克罗伊岛。丹麦在印度、塔兰甘巴迪和塞兰坡也拥有殖民地。丹麦东印度公司的经营地就在塔兰甘巴迪。瑞典也特许成立了瑞典东印度公司。在全盛时期，丹麦和瑞典东印度公司进口的茶叶比英国东印度公司还多，并将其中90%走私到英国，以赚取巨额利润。这两家东印度公司都在拿破仑战争期间倒闭了。1630年代，瑞典在北美特拉华州曾短暂拥有一块殖民地——新瑞典，后来又获得了加勒比海的圣巴泰勒米岛（1785—1878年）和瓜德罗普岛。

## 19世纪

### 拿破仑战争

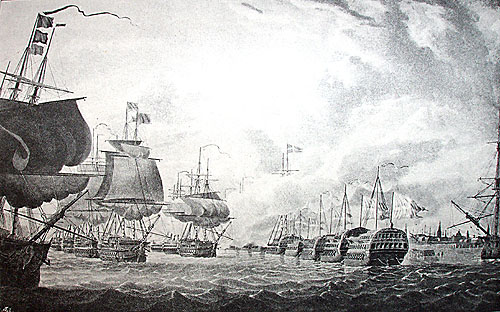
1801年第一次哥本哈根战役

拿破仑战争期间，斯堪的纳维亚陷入了分裂。丹麦-挪威试图保持中立，但在英国要求交出海军后也卷入了冲突。此后英国在1801年第一次哥本哈根战役中攻击了丹麦舰队，并在1807年第二次哥本哈根战役中轰炸了该市。1807年第二次哥本哈根战役之后，丹麦舰队大部被俘。对哥本哈根的轰炸，致使丹麦-挪威与法国结盟，并与英国爆发全面战争。英国海军封锁了丹麦-挪威，严重阻碍了两王国间的交通，并在挪威造成了饥荒。当时与英国结盟的瑞典，在1807年趁机入侵挪威，但被击退。在随后的几年里，丹麦舰队的残余力量在海上与英国进行了一系列的战斗，包括西兰角海战、林厄海战和安霍尔特海战。丹麦人试图突破英国的封锁，这场战争后被称为炮舰战争。战后，丹麦被迫将黑尔戈兰岛割让给了英国。
1805年，瑞典加入了第三次反法同盟以对抗拿破仑一世，但1807年的《蒂尔西特条约》使该同盟瓦解，并使俄罗斯成为法国的盟友。俄罗斯于1808年入侵芬兰，并迫使瑞典在1809年的《弗雷德里克港和约》中割让了一些省。国王古斯塔夫四世·阿道夫政府的无能，致使他被废黜和流放。新宪法出台了，他的叔叔卡尔十三世即位。由于他没有子嗣，瑞典选择了挪威军队总司令奥古斯滕堡的克里斯蒂安·奥古斯特（Christian August of Augustenborg）亲王作为其继任者。然而，他在1810年突然去世，瑞典人不得不寻找另一位候选人，并再次选择了敌方军官。法国元帅让-巴蒂斯特·贝尔纳多特将被任命为下一任国王。卡尔·奥托·默纳男爵是一位名不见经传的国会议员，是他最先提出让这位年轻军人接替瑞典王位的。贝尔纳多特原本是拿破仑十八位元帅之一。
1813年，瑞典决定加入反法同盟，并得到承诺，将把挪威划给瑞典作为奖励。1813年10月莱比锡战役后，贝尔纳多特放弃追击拿破仑，向丹麦进军，并迫使丹麦-挪威国王于1814年1月14日缔结了《基尔条约》。挪威被割让给瑞典国王，但丹麦保留了法罗群岛、冰岛和格陵兰等挪威大西洋领地。然而，《基尔条约》却并未生效。挪威宣布独立，通过了自由宪法，并选举克里斯蒂安·腓特烈王子为国王。在与瑞典进行了短暂的战争后，挪威不得不签署《莫斯公约》，同意与瑞典建立联合王国。克里斯蒂安·腓特烈国王于10月退位并前往丹麦，挪威议会在颁布了允许与瑞典合并所需的宪法修正案之后，选举瑞典国王为挪威国王。

### 瑞典和挪威
根据《基尔条约》，1814年1月14日，丹麦-挪威国王将挪威割让给瑞典国王。该条约的条款在挪威激起了广泛的反对。挪威副王兼丹麦-挪威王位继承人克里斯蒂安·腓特烈带头发动全国起义，自称摄政王，并在埃兹沃尔召开了制宪会议。1814年5月17日，议会签署了《挪威宪法》，克里斯蒂安·腓特烈当选为独立的挪威国王。
瑞典国王拒绝了挪威独立的要求，并于1814年7月27日发动了军事行动，袭击了瓦勒尔群岛和腓特烈斯塔市。瑞典军队在数量、装备和训练上均占优，领军者让-巴蒂斯特·贝尔纳多特是拿破仑最重要的将军之一，也是新当选的瑞典王储。战斗很快结束，瑞典人取得了决定性胜利。停战谈判于1814年8月14日结束。
在和平谈判中，克里斯蒂安·腓特烈同意放弃对挪威王位的要求及返回丹麦，条件是瑞典接受民主的挪威宪法和松散的联合体。1814年11月4日，挪威议会通过了与瑞典结盟所需的宪法修正案，并选举国王卡尔十三世为挪威国王。
随着挪威对联盟日益不满，议会于1905年6月7日一致宣布解散。这一单方面行动遭到了瑞典的战争威胁。8月13日的公民投票确认了议会的决定。卡尔斯塔德谈判于9月23日与瑞典达成协议，并撤销战争动员。两国议会于10月16日撤销了《联合法案》，被废黜的瑞典国王奥斯卡二世放弃了对挪威王位的要求，并于10月26日承认挪威为独立王国。挪威议会将空缺的王位授予了丹麦卡尔王子。另一次公民投票确认了君主制，之后王子接受了王位。1905年11月25日，他抵达挪威，成为了哈康七世。

### 芬兰战争
芬兰战争发生在1808年2月至1809年9月之间，交战双方是瑞典和俄罗斯。战争的结果是，占据瑞典本土东部三分之一的芬兰，成为了俄罗斯帝国境内自治的芬兰大公国。在1917年独立之前，芬兰一直是俄罗斯帝国的一部分。另一个显著的影响是，瑞典议会通过了新宪法，产生了新王室，开启了贝尔纳多特王朝。

### 工业化
斯堪的纳维亚的工业化始于19世纪中叶。在丹麦，工业化始于哥本哈根，并且在1890年代之前也仅限于哥本哈根，此后小城镇才开始迅速发展。在进入20世纪之前，丹麦仍以农业为主，但农业生产实现了现代化，乳制品和肉类加工变得比农产品直接出口更加重要。
一战期间，瑞典的工业化经历了繁荣。非常重要的一项工程是建设了一条铁路，将北部矿山和瑞典南部连接起来。

### 斯堪的纳维亚主义
现代使用斯堪的纳维亚一词源于斯堪的纳维亚主义政治运动。该运动活跃于19世纪中叶，主要是两次石勒苏益格战争期间。在第一次石勒苏益格战争（1848—1850年）中，瑞典和挪威贡献了相当大的军事力量。在第二次石勒苏益格战争（1864年）时，等级议会谴责了国王承诺对丹麦提供军事支持。

### 移民
十九世纪后期，许多斯堪的纳维亚人移民到加拿大、美国、澳大利亚、非洲和新西兰。斯堪的纳维亚人主要的移民潮出现在1860—1880年代，但一直持续到1930年代仍有不少移民。绝大多数移民离开农村，寻找更好的农业和经济机会。加上芬兰和冰岛，近三分之一的人口在1850年后的八十年间离开了。人口大量外流的部分原因是，死亡率下降导致人口增长，从而增加了失业率。挪威的移民比例最高，而丹麦最低。
1820—1920年间，超过200万斯堪的纳维亚人在美国定居。其中，100万来自瑞典，30万来自丹麦，73万来自挪威。挪威的这一数字几乎相当于1800年时全国人口的80%。北美最受欢迎的目的地是明尼苏达、爱荷华、南北达科他、威斯康星、密歇根、草原三省和安大略。

### 货币联盟

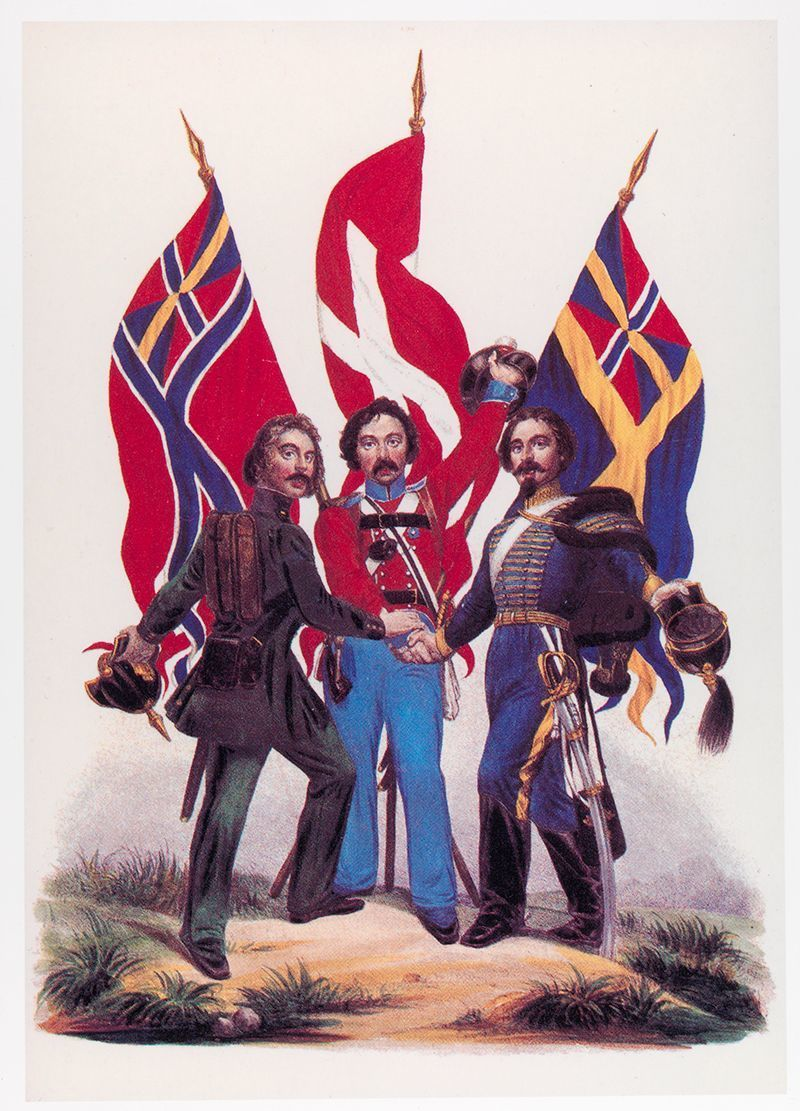
斯堪的纳维亚主义

斯堪的纳维亚货币联盟是由瑞典和丹麦于1873年5月5日建立的货币同盟，采用金本位固定汇率制。挪威因与瑞典结盟，于两年后的1875年加入货币联盟，将其货币与黄金挂钩，并与丹麦和瑞典处于同一水平（.403克）。货币联盟是19世纪斯堪的纳维亚政治运动为数不多的切实成果之一。
联盟提供了固定汇率和货币稳定性，但成员国仍继续发行各自单独的货币。即使最初没有预见到这种情况，所感知到的安全性也导致了这样一种情况——几乎整个地区都接受了正式的独立货币，认为它们“与法定货币一样好”。
1914年一战的爆发结束了货币联盟。1914年8月2日，瑞典放弃了金本位。失去了固定汇率，自由流通就结束了。

## 20世纪

### 第一次世界大战
一战期间，所有三个斯堪的纳维亚国家都保持了中立。战争确实对该地区的经济产生了重大影响，主要是由于英国对德国的封锁。然而，他们能够通过与英国的贸易协定来绕过这个问题。挪威的大型商船队向英国运送了重要的物资，但由于德国海军的无差别攻击，船只和水手遭受了巨大损失。丹麦动员了大部分军队，但德国仍然在某种程度上侵犯了丹麦的主权，例如在厄勒海峡采矿。相当多来自日德兰半岛南部的丹麦种族的人，在德国军队中作战。

### 福利国家的发展
这三个国家都在20世纪初期到中期发展成为社会福利国家，这在某种程度上是因为瑞典和丹麦的社会民主党以及挪威的工党的执政。

### 第二次世界大战

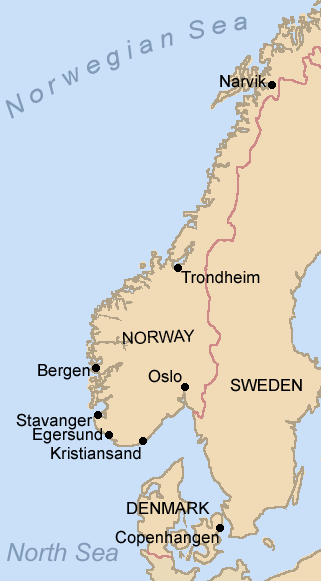
威悉演习行动初始阶段的德国登陆点

1939年底二战开始不久，同盟国和轴心国都担心对方在斯堪的纳维亚获得权力。英国认为德国正在计划入侵，并制定了反计划准备自己入侵。同时，德国也担心英国会在该地区获得基地，并声称他们怀疑这是一次彻底的入侵。此外，德国非常看重通过挪威获得的瑞典铁矿石，若失去则难以承受。他们还想得到挪威，因为其拥有不冻港。这使得挪威成为了主要目标，而丹麦则是次要目标，主要是为了借助其入侵挪威。1940年4月9日，经过几个月的筹划，德国在同一天入侵了丹麦和挪威，比英国的入侵计划早了几天。
各国的反应截然不同。丹麦在入侵后两小时即投降，只损失了十六人。他们力求避免平民伤亡，及获得德国的优惠待遇。但挪威却拒绝屈服，全力英勇作战，尽管其军力有限且准备不足。西方盟国提供了军事援助，但并未形成有效的战役。1940年6月10日，挪威官方军队向入侵者投降，而国王哈康七世及其合法政府则流亡英国。
事实证明，丹麦的策略在短期内更为有利。这是导致德国给予丹麦高度自治的因素之一。另一个原因是，他们在丹麦并没有真正的计划。入侵后，他们根本不打算放弃丹麦，而是将其视为帝国永久的一部分。此外，纳粹理论家认为丹麦人同为北欧人和雅利安人，这进一步帮助了丹麦。基于所有这些原因，丹麦得以保留其议会和国王，以及大部分正常的国内职能。然而，对德国的怨恨却与日俱增，针对德国的小规模破坏也变得司空见惯。最终德国做出反应，取消了丹麦的代议制政府，并实施了戒严令。
挪威在其被占期间受到的对待则更加严厉。反对党被消灭，挪威法西斯政党全国集会党任命了所有政府官员。维德孔·吉斯林是柏林国防军最高统帅部的傀儡，被任命为部长兼总统。工会只有接受纳粹控制才能存在。这些钳制措施可以确保不会出现大规模的合作。大约有百分之十的人支持纳粹党。但两国之间仍是敌对关系，占领军的数量几乎达到，每十个挪威人就有一个德国人。
丹麦和挪威在与德国种族灭绝政策的合作方面也有所不同。1942年，吉斯林政府控制的挪威警察，在抓捕挪威犹太人方面进行了协助。然而，勇敢的挪威人设法从纳粹集中营中拯救了超过一半的犹太人，并帮助他们逃到瑞典的安全地带。他们这样做是冒着很大风险的，因为援助犹太人会受到严厉的惩罚。直到1943年，丹麦犹太人方拜托了德国的迫害，因此丹麦在德国人进攻时做好了更充分的准备。丹麦人致力于保护丹麦犹太人，是很出名的。超过96%的犹太人被船运到瑞典的安全地带，而其他人则在丹麦基督教家庭和组织中寻求庇护。
瑞典是斯堪的纳维亚三国中唯一没有被入侵的国家，并且战争期间在名义上保持了中立。他们成功地与德国人建立了和平关系，为他们提供所需的原材料。瑞典政府非常小心地避免激怒纳粹，甚至说服报纸编辑们去审查文章，并允许纳粹通过瑞典运送物资到挪威，一直持续到1943年。不过，他们偶尔也会援助盟军。他们为逃离丹麦的犹太人提供庇护，并在冬季战争期间向芬兰提供了大量援助。

### 战后
战后，所有斯堪的纳维亚国家都认为，有必要建立某种形式的共同防御政策。他们开始讨论建立北欧防卫同盟。这三个斯堪的纳维亚国家如果结成联盟，它们仍会保持国家主权独立，但在外交政策和安全问题上将作为一个集团来行事。1948年冬至1949年，一个联合的斯堪的纳维亚委员会正在讨论拟议中的联盟，但这一努力却被蒙上了阴影，一个因素是美苏之间冷战的紧张局势，另一个因素则是建立西方联盟（即后来的北大西洋公约组织，简称北约）的准备工作。西方联盟首先要满足自己的迫切需求，然后才能向斯堪的纳维亚国家提供军备，这一问题最终成为挪威退出谈判的转折点。丹麦仍愿与瑞典结盟，但瑞典人认为这样做没有什么好处，因此否决了该提议。挪威和丹麦随后成为《北大西洋公约》签署国和北约成员国。经过激烈辩论后，瑞典保持了其中立国政策。

### 欧洲一体化
北欧国家于1952年成立了北欧理事会，两年后成立了北欧护照联盟。丹麦在1972年全民公投后，成为第一个加入欧洲经济共同体的斯堪的纳维亚成员，这为后来在1973年加入欧盟铺平了道路。瑞典于1995年加入欧盟；苏联解体前，瑞典认为这样做会被认为是在挑衅。挪威在1972年和1994年的入欧全民公投后，至今仍处于欧盟之外，但挪威是《申根公约》的签署国和欧洲经济区的成员。除芬兰之外，斯堪的纳维亚国家都没有加入欧元区，丹麦和瑞典都是经过全民公投拒绝的。丹麦在1992年经投票决定不加入《马斯特里赫特条约》，但在就选择退出进行谈判后又撤销了决定。

## 扩展阅读
- Bagge, Sverre.  [十字架与权杖：从维京人到宗教改革的斯堪的纳维亚王国的崛起]. 普林斯顿大学出版社. 2014 （英语）.共325页
- Bain, R. Nisbet.  [斯堪的纳维亚：丹麦、挪威和瑞典从1513至1900年的政治史]. 2014  [2023-10-25]. （原始内容存档于2023-11-12） （英语）.
- Barton, H. Arnold.  [革命时期的斯堪的纳维亚，1760—1815]. 明尼苏达大学出版社. 1986. ISBN 0-8166-1392-3 （英语）.
- Berg, Roald.  [1814年的丹麦、挪威和瑞典：地缘政治和当代视角]. 斯堪的纳维亚历史杂志. 2014, (39.3): 265—286 （英语）.
- Birch J. H. S.  [丹麦历史]. 1938 （英语）.
- Cronholm, Neander N.  [从远古到今天的瑞典历史]. 1902 （英语）.
- Clerc, Louis; Glover, Nikolas; Jordan, Paul (编).  [北欧和波罗的海国家的公共外交和国家品牌历史：代表外围]. 莱顿: 布里尔·尼霍夫. 2015: 348  [2023-10-25]. ISBN 978-90-04-30548-9. （原始内容存档于2019-12-06） （英语）.
- Derry, T.K.  [斯堪的纳维亚]. C.W. Crawley  (编).  [新剑桥现代史：九 动荡时代的战争与和平，1793—1830]. 剑桥大学出版社. 1965: 480—494 （英语）.
- Derry, T.K.  [斯堪的纳维亚历史：挪威、瑞典、丹麦、芬兰、冰岛]. 明尼苏达大学出版社. 1979. ISBN 0-8166-3799-7 （英语）.
- Helle, Knut (编).  [剑桥斯堪的纳维亚史] 1. 剑桥大学出版社. 2003 （英语）.
- Hesmyr, Atle.  [近代早期的斯堪的纳维亚；从农民起义和猎巫到宪法起草自耕农]. Nisus Publications. 2015 （英语）.
- Hodgson, Antony.  [斯堪的纳维亚音乐：芬兰和瑞典]. 1985 （英语）.共224页
- Holmila, Antero; Karin Kvist Geverts 1.  [关于遗忘和重新发现斯堪的纳维亚大屠杀：斯堪的纳维亚大屠杀的历史与记忆特刊介绍]. 斯堪的纳维亚历史杂志. 2011, (36.5): 520—535 （英语）.
- Horn, David Bayne.  [十八世纪的英国和欧洲]. 1967: 236—269 （英语）.涵盖1603—1702年
- Ingebritsen, Christine.  [世界政治中的斯堪的纳维亚]. 罗曼和利特菲尔德（英语：Rowman & Littlefield）. 2006 （英语）.
- Jacobsen, Helge Seidelin.  [丹麦历史纲要]. 1986 （英语）.
- Jonas, Frank.  [一战中的斯堪的纳维亚与强国]. 2019  [2023-10-25]. （原始内容存档于2020-07-11） （英语）.
- Lindström, Peter; Svante Norrhem.  [讨好联盟：斯堪的纳维亚、外交与奥法权力平衡，1648—1740]. Nordic Academic Press. 2013 （英语）.
- Mathias, Peter (编).  [第1部分 英国、法国、德国与斯堪的纳维亚].  [剑桥欧洲经济史 第7卷：工业经济 资本、劳动力与企业]. 1978 （英语）.
- Milward, Alan S.; S. B. Saul (编).  [欧洲大陆的经济发展：1780—1870]. 1973: 467—536 （英语）.
- Moberg, Vilhelm; Paul Britten Austin.  [瑞典人民史：第二卷：从文艺复兴到革命]. 2005 （英语）.
- Olesen, Thorsten B. (编).  [冷战与北欧国家：处于十字路口的史学]. 南丹麦大学出版社（英语：University Press of Southern Denmark）. 2004 （英语）.
- 埃莉斯·奥特（英语：Elise Otté）.  [斯堪的纳维亚历史]. 1894 （英语）.
- Pulsiano, Phillip.  [中世纪的斯堪的纳维亚：百科全书]. 泰勒-弗朗西斯. 1993 （英语）.
- Salmon, Patrick.  [斯堪的纳维亚与强国，1890—1940]. 剑桥大学出版社. 2002 （英语）.
- Sejersted, Francis.  [社会民主时代：二十世纪的挪威和瑞典]. 普林斯顿大学出版社 （英语）.共543页，追溯1905年之后斯堪的纳维亚社会模式的历史。
- Treasure, Geoffrey.  [缔造现代欧洲，1648—1780] 第3版. 2003: 494—526 （英语）.

### 史学
- Downham, Clare.  [维京种族：史学概述]. 历史指南针. 2012, (10.1): 1—12 （英语）.
- Hatton, Ragnhild.  [关于瑞典史学的一些笔记] (37.130). 历史（英语：History (journal)）: 97—113. 1952  [2023-10-25]. （原始内容存档于2023-06-11） （英语）.
- Skovgaard-Petersen, Karen.  [斯堪的纳维亚的历史写作].  [牛津历史写作史：第3卷：1400—1800]. 2012: 449—  [2023-10-25]. （原始内容存档于2023-11-12） （英语）.
- van Nahl, Jan Alexander.  [中世纪斯堪的纳维亚研究——从哪里来、到哪里去、为什么]. 人文杂志. 2022, (11.3): 70— （英语）.